# Sape Talma

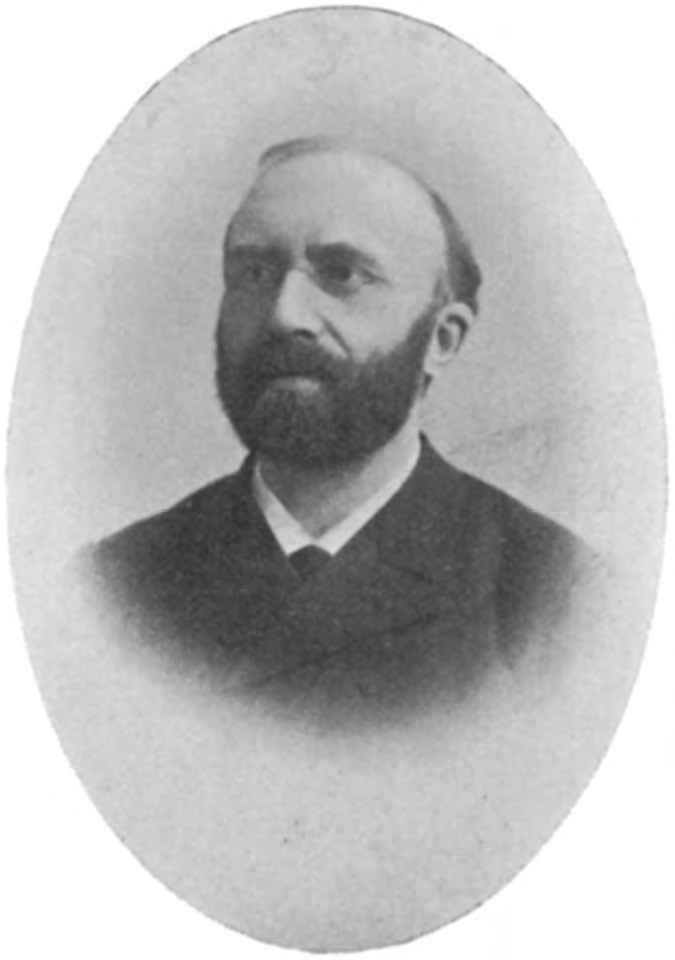
Sape Talma, 1898

Sape Talma (* 20. Dezember 1847 in Dokkum; † 20. Juni 1918 in Utrecht) war ein niederländischer Mediziner.

## Leben
Sape Talma war der Sohn des Aritius Sijbrandus Talma (* 6. September 1797 in Engwierum; † 4. Juli 1882 in Dokkum) und dessen Frau Elisabeth Geertruid Charlotte van Eichstorff (* 13. März 1814 in Dokkum; † 21. Januar 1895 in Utrecht). Er besuchte das Gymnasium seiner Geburtsstadt und begann 1866 ein Studium an der Universität Utrecht. Hier wurden Franciscus Cornelis Donders, Theodor Wilhelm Engelmann und Willem Koster seine prägenden Lehrer. Nachdem er mit der Abhandlung Over de rol der witte bloeddcellen bij ontsteking (frei deutsch übersetzt: Über die Rolle der weißen Blutzellen bei Entzündungen) einen Preis gewonnen hatte, wurde er während seiner Studienzeit Assistent von Gozewijn Jan Loncq am klinischen Krankenhaus in Utrecht. Am 24. März 1873 promovierte er mit der Arbeit Over licht- en kleurperceptie (Über Licht und Farbwahrnehmung) zum Doktor der Medizin.
Am 14. Juli 1876 wurde er zum Professor für Pathologie und Therapie der inneren Krankheiten berufen, welche Aufgabe er am 6. Oktober desselben Jahres mit der Einführungsrede Het experiment in de geneeskunde (frei deutsch: Das Experiment in der Medizin) antrat. 1881 erhielt er zudem den Lehrauftrag für Arzneimittellehre. In seiner Eigenschaft als Utrechter Hochschullehrer beteiligte er sich auch an den organisatorischen Aufgaben der Hochschule und war 1881/82 Rektor der Alma Mater. 1903 wurde er korrespondierendes Mitglied der Belgischen Akademie der Medizin, war korrespondierendes Mitglied der königlich kaiserlichen Gesellschaft der Ärzte in Wien, Mitglied der provinziellen Utrechtschen Gesellschaft der Künste und Wissenschaften und 1898 Ritter des Ordens vom niederländischen Löwen. Die Talma-Operation (eine Omentopexie bei Leberzirrhose mit Ösophagusvarizen) wird nach ihm seit 1898 benannt.

## Familie
Talma verheiratete sich am 23. Juli 1873 in Wonseradeel mit Petronella Tichelaar (* 7. August 1846 in Makkum; † 4. März 1942 in Den Haag); die Tochter des
Pieter Jelmers Tichelaar (* 21. April 1795 in Makkum; † 15. Februar 1877 ebenda) und dessen Frau Feikje Horrius Tichelaar (26. Juli 1806 in Makkum; † 12. Februar 1891 ebenda). Aus der Ehe stammen Kinder. Von diesen kennt man:
- Aritius Sijbrandus Talma (* 19. März 1881 in Utrecht; † 14. September 1971 in Rijsoord) verh. 5. März 1914 in Amsterdam Claire Elisabeth Mouzin (* 7. August 1876 in Maastricht; † 4. März 1942 in Den Haag); Kunstmaler
- Sophie Horreus Talma (* 2. November 1883 in Utrecht; † 25. Oktober 1885 in Utrecht)
- Elisabeth Geertruid Charlotte Talma (* 23. Dezember 1884 in Utrecht; † 3. Oktober 1945 in Zwolle), Lehrerin
- Pieter Talma (* 23. November 1886 in Utrecht; † 1978 in Oosterhout)
- Sophie Horreus Talma (* 13. Juni  1889 in Utrecht; † 3. Dezember 1987 in Rheden) verh. 18. Juli 1911 in Utrecht mit  Hendrik Seret Opzoomer (* 13. Dezember 1884 in Oengarang (Niederländisch-Indien); † 3. Juni 1962 in Den Haag)

## Schriften (Auswahl)
- Over licht- en kleurperceptie. Utrecht 1873
- Beiträge zur Theorie der Herz- und Arterientöne. In: Deutsches Archiv der klinischen Medizin. Leipzig, 1874
- Het experiment in de geneeskunde. Utrecht 1876
- Bijdrage tot de genese der ettercellen. In: Onderzoekingen gedaan in het Physiologisch Laboratorium der Utrechtsche Hoogeschool. Utrecht 1872 3. Serie, 1. Jg., S. 57–82
- Over de kegels en hunne gekleurde kogels in het netvlies van vogels. In: Onderzoekingen gedaan in het Physiologisch Laboratorium der Utrechtsche Hoogeschool. Utrecht 1872 3. Serie, 1. Jg., S. 259–270
- Ueber die Folgen des Arterienverschlusses in den verschiedenen Organen. In: Zentralblatt der medizinischen Wissenschaften. Berlin 1879
- Studien über Lungenschwindsucht. Utrecht 1879 (Online)
- Der Verschluß der Nierenarterie und seine Folgen. In: Zeitschrift für klinische Medizin. 1881, II S. 483
- Gedachten over den oorsprong van den aanleg des menschen. Utrecht 1882
- Beiträge zur Kenntniss des Einflusses der Respiration auf die Circulation des Blutes. Bonn 1882
- Untersuchungen über Ulcus simplex, Gastromalacie und Ileus. In: Zeitschrift für Klinische Medizin. Band 17, 1890, S. 10 ff.
- Pathologie van den sympathicus abdominalis. Utrecht 1891
- Hepatitis parenchymatosa benigna. In: Nederl.Tijdschrift voor Geneeskunde. 1891
- Dystrophia muscularis hyperplastica ("ware"hypertrophie der spieren). In: Nederl.Tijdschrift voor Geneeskunde. 1892
- Hydrops inflammatorius. Naschrift op "Hydrops inflammatorius". In: Nederl.Tijdschrift voor Geneeskunde. 1894
- Over afwijkingen van den conus arteriosus o.a. bij chlorose. In: Nederl.Tijdschrift voor Geneeskunde. 1895
- De indicaties tot maag-operaties. In: Nederl.Tijdschrift voor Geneeskunde. 1895
- Over het onderzoek naar de afscheiding van zoutzuur door den maagwand. In: Nederl.Tijdschrift voor Geneeskunde. 1895
- Hysterie. Utrecht 1896
- Over gisting van koolhydraten in de maag. In: Nederl.Tijdschrift voor Geneeskunde. 1897
- Chirurgische Oeffnung neuer Seitenbahnen für das Blut der Vena portae. In: Berliner Klinische Wochenschrift. Berlin 1898
- Zur Untersuchung der Säuresecretion des Magens. In: Berlin Klin Wochenschr. 1900
- Over lkonggangreen. In: Nederl. Tijdschrift voor Geneeskunde. 1903
- Een benoefenaar der inwendige geneeskunde tegenover het carcinoom. In: Nederl. Tijdschrift voor Geneeskunde. 1903
- Over "Asthma bronchiale". In: Nederl. Tijdschrift voor Geneeskunde. 1898
- Chirurgische Oeffnung neuer Seitenbahnen für das Blut der Vena portae. In: Berliner klinische Wochenschrift. 1904,
- Over de secretue der zieke nier, naar een rede, uitgesproken in de sectievergadering van het Provinciaal Utrechts Genootschap van K. en W. op 6 juni 1905. In: Nederl. Tijdschrift voor Geneeskunde. 1905.
- Over de hoofdpunten in den strijd tegen de tuberkulose. In: Nederl. Tijdschrift voor Geneeskunde. 1906
- Pyurie door leucocytoser; Leucocytose = Pyaemie. In: Nederl. Tijdschrift voor Geneeskunde. 1906
- Gastritis simplex en gastritis inflammatoria chronicae. In: Nederl. Tijdschrift voor Geneeskunde. 1907
- Eröffnung collateraler Bahnen für das Blut der Venae portae. In: Berliner klinische Wochenschrift. 1908
- Levercirrhose (klinisch gedeelte). 1909
- Röntgenographische Bestimmung der Lage des Magens. In: Berliner klinische Wochenschrift. 1911
- Experimentelle und klinische Untersuchungen über Pfortader und Leber. Cleve 1924